# Sågtjärnen (Ekshärads socken, Värmland, 666712-136467)
Sågtjärnen är en sjö i Hagfors kommun i Värmland och ingår i Göta älvs huvudavrinningsområde. Sjön har en area på 0,101 kvadratkilometer och ligger 254,2 meter över havet. Sjön avvattnas av vattendraget Hinnan.

## Delavrinningsområde
Sågtjärnen ingår i det delavrinningsområde (666622-136595) som SMHI kallar för Mynnar i Busjön. Medelhöjden är 266 meter över havet och ytan är 27,55 kvadratkilometer. Det finns inga avrinningsområden uppströms utan avrinningsområdet är högsta punkten. Hinnan som avvattnar avrinningsområdet har biflödesordning 3, vilket innebär att vattnet flödar genom totalt 3 vattendrag innan det når havet efter 351 kilometer. Avrinningsområdet består mestadels av skog (87 procent). Avrinningsområdet har 0,78 kvadratkilometer vattenytor vilket ger det en sjöprocent på 2,8 procent.